# الضمير (سوريا)
مدينة الضمير هيَ بلدة وناحية سوريّة إداريّة تتبع منطقة دوما في محافظة ريف دمشق بالجمهورية العربية السورية. بلغ عدد سكان الناحية ما يقارب ال 50 ألف نسمة حسب تعداد عام 2023.

## أصل اسم ضمير

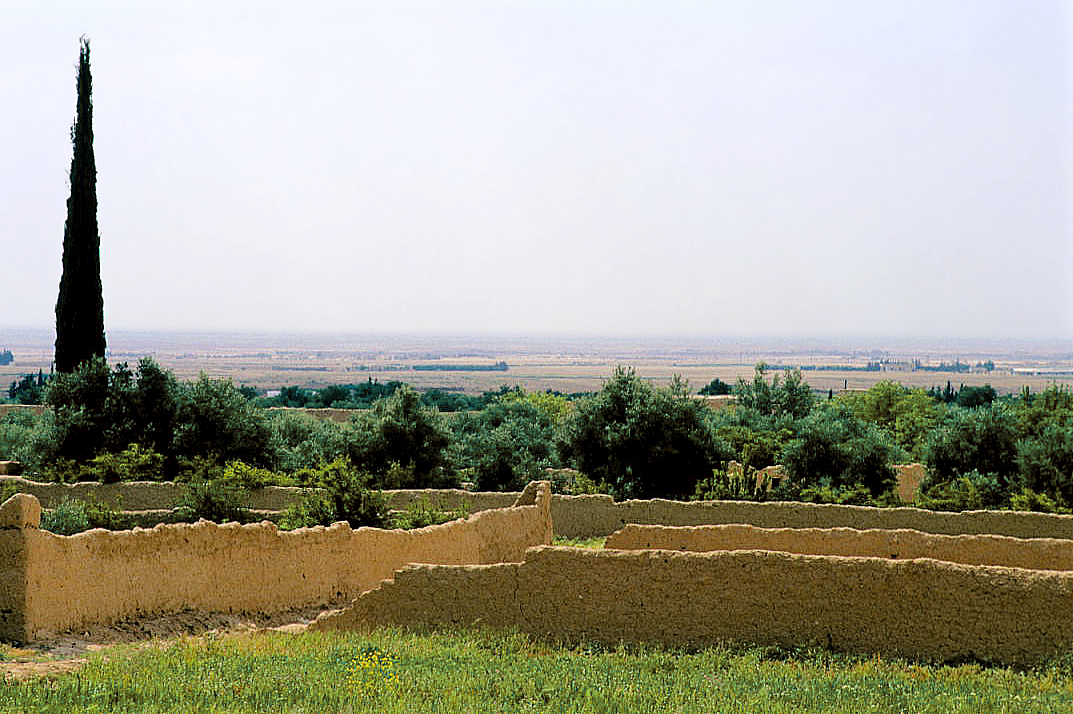
بساتين الزيتون والرمان وأشجار المرو في الضمير بسوريا

يُفترض أن التسمية بالأصل من اللغة الآرامية أو الكنعانية بمدلول له علاقة بالصوف أو الحرارة، ويقول البكري أن الاسم كان قديما «ضمر» وأن الشاعر المتنبي كان أول من تعمد لفظ الاسم بصبغة التصغير العربية «ضمير» فيمكن تفسير الاسم من مدلول الضمور والهزال، يعود أصل إعمارها إلى عام 245 قبل الميلاد، يروى أنها كانت مزارع للأمراء الأمويين حيث يقال أنها كانت جنة غناء من الجنات المحيطة بدمشق كغوطتها الشهيرة وفيها ينابيع مياه ما زالت تجري بفضل الله حتى الآن، مر فيها خالد بن الوليد عام 645 ميلادية عند قدومه من العراق لنجدة المسلمين في معركة اليرموك، وفيها أطلال تعود إلى العهدين النبطي والغساني، وقناتين تعودان إلى العهد الروماني.
تسميات بعض الحارات والممرات في ضمير:
درب زقاق الحطب - حارة العمري - حي الحصن - درب الشام القديم - درب العوجة - الوادي - عوجة أبو حسن - دحكيلة التربة - السيفون - وادي غاني - وادي القصب - وادي بريغيث - الكسارة - أبو راس - أبو ظهور - الوعرة - ست الكل - حي الزهور - حي المحطة - تحت البوابة - حي الحصن - حي جنوب المحطة - أراضي عوجان - أبو الجراذن - شميس ضمير - تلة جاد الله - تلة الخزان - تلة الخروق - قسمة الماطرون - المطيط - أم البقر - الزورة - حارة السبع لفات - ممر الدحكيلة - بوابة السياد - طريق إم العداس - زقاق عروج، أبو حمادي، شارع أبو الرز، حارة العرب، شمعمع، بيادر الذرة- الحارة الغربية.

## الموقع والحدود وعدد السكان

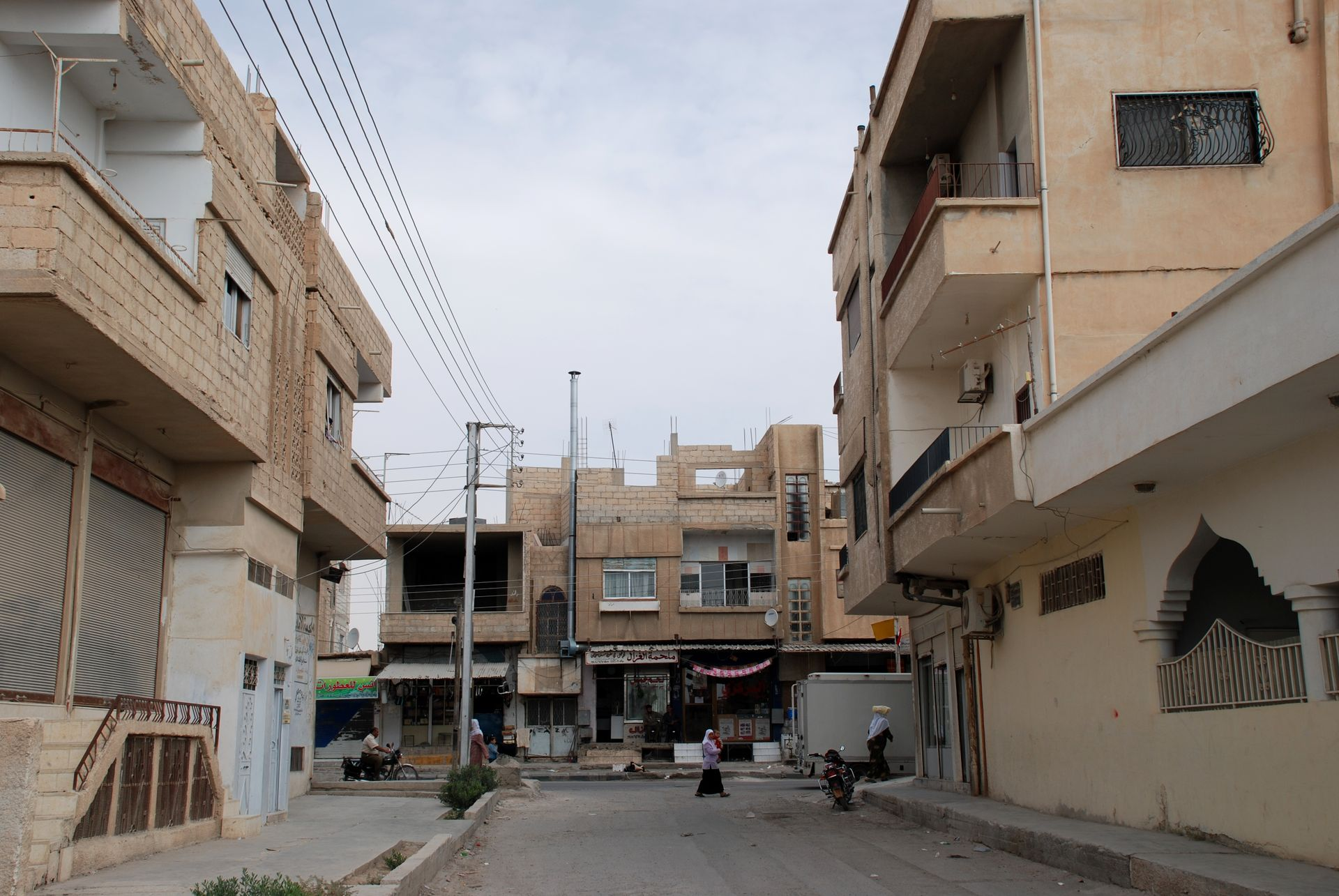
الشارع الرئيسي في مدينة الضمير بسوريا

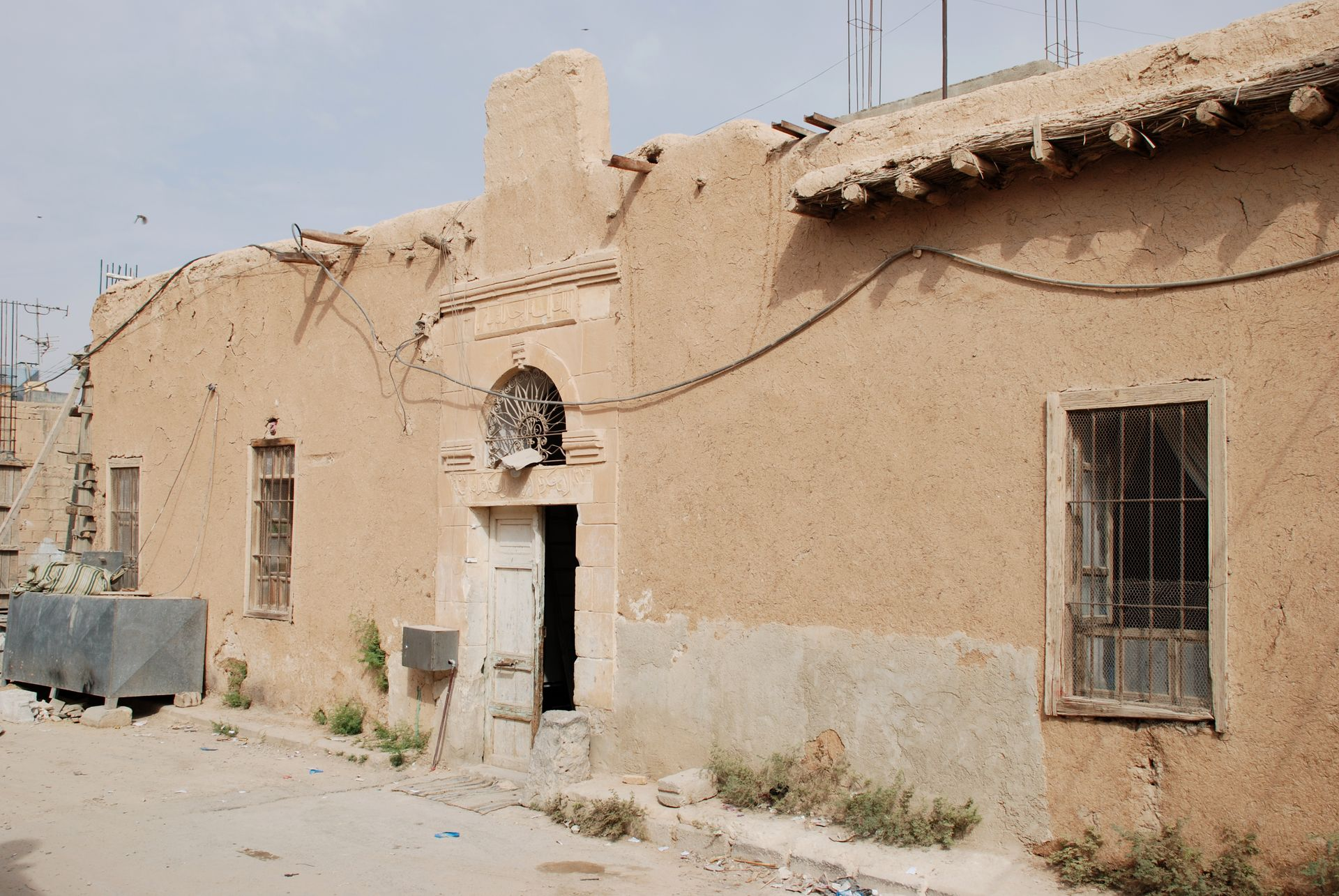
منزل تقليدي في مدينة الضمير بسوريا

تقع مدينة ضمير على أطراف بادية الشام إلى الشمال الشرقي من دمشق وقد تكرر ذكرها في الشعر العربي، وهي تقع على طريق دمشق - بغداد الدولي وتبعد حوالي 45 كم عن مدينة دمشق، يبلغ عدد سكان مدينة ضمير ما يقارب ال 50 ألف نسمة (حسب إحصائية نهاية عام 2023) نسمة وتبلغ مساحتها 3200 هكتار ومساحة مخططها التنظيمي 750 هكتار وترتفع عن سطح البحر 675 مترا، تتبع المدينة إداريا لمنطقة دوما، يحدها من الشمال سلسلة جبال القلمون وبلدة الرحيبة، ومن الشمال الشرقي السلسلة التدمرية، ومن الجنوب سهول منطقة المرج وبحيرة العتيبة وقرية العتيبة، ومن الشرق بادية الشام، ومن الغرب قرية عدرا، أصبحت ضمير مدينة بموجب المرسوم رقم 42 تاريخ 21/1/1991، بنيت هذه المدينة منذ فجر التاريخ في بادية الشام واشتهرت بجمال طبيعتها ونقاء جوها، تتمتع ضمير بأهمية أثرية حيث تزخر المدينة بآثار ما زالت قائمة حتى الآن وقد وفدت إليها عدة بعثات محلية وأجنبية بهدف التنقيب عن هذه الآثار ومنها معبد ضمير (الحصن) وآثار الخربة وآثار سيس، يزرع أهل المدينة القمح والشعير والرمان والتين والكرمة والزيتون والخضار الصيفية ذات الطعم المميز الخاص والرائع بسبب طبيعة التربة ونوعية المياه، تتميز المدينة بعدد كبير جدا من الكوادر العلمية المؤهلة والمتنوعة... تُعد ضمير من القلمون جغرافيا وتتبع مدينة دوماإدارياً، تقع على سيف البادية في سهل فسيح تحت أقدام جبل أبي قوس ويمر فيها طريق دمشق - تدمر فيقسمها إلى قسمين وفي قسمها الجنوبي نشأت نواتها كتلة سكنية متراصة حول معبد روماني اثري ومن أهم حاراتها: شارع العمري، تحت البوابة، الحارة القبلية، بوابة السياد، وقد تطورت البلدة وامتد عمرانها في كافة الاتجاهات مع تحسين طفيف في نواتها وترتبط مع عدرا ورحيبة ومخيم الرمدان بطرق معبدة.. وكان للبلدة أبواب تغلق ليلا منها بوابة السياد وبوابة السملة.. يوجد مقبرة للجنود الفرنسيين تقع إلى يسار الطريق العام القادم من دمشق إلى ضمير وهي شاهد على بطولة أبناء ضمير الذين ساهموا جميعا في الهجوم على ثكنة الفرنسيين وأوقعوا بهم مذبحة عظيمة. حدث سيل عظيم في عام 1937 أصاب قرى القلمون وأدى إلى خرابها جزئياً وقد ذكره الشاعر الزجلي محمد سليم دعبول في إحدى قصائده: فمعضمية مع الرحيبة مع ضمير.. وجيرود غالتها يد الأقدار
تنفرد ضمير عن باقي مدن القلمون بمناخها الصحراوي والحار الجاف صيفا لانفتاحها على سهول مترامية الأطراف من الشرق والغرب والجنوب مما يجعلها عرضة للعواصف والزوابع التي تهب في فصل الصيف والخريف
يخترق ضمير وادي عصيفير وطريق دمشق - بغداد وسكة قطار دمشق - حمص - حلب.. وإلى الشرق من ضمير بمسافة ثلاثة كم توجد خربة رومانية قديمة توحي أطلالها بعظمة شأنها وفي جنوب ضمير بمسافة 4 كم يوجد برج روماني يعرف بالحصن وإلى الشرق الجنوبي منه على بعد مسافة 6 كم عن ضمير يوجد سد روماني عظيم يدعى سد ارينبة ذي هندسة بديعة، وتوجد حول ضمير قرية دائرية تدعى خربة الماطرون.

## آثار المنطقة

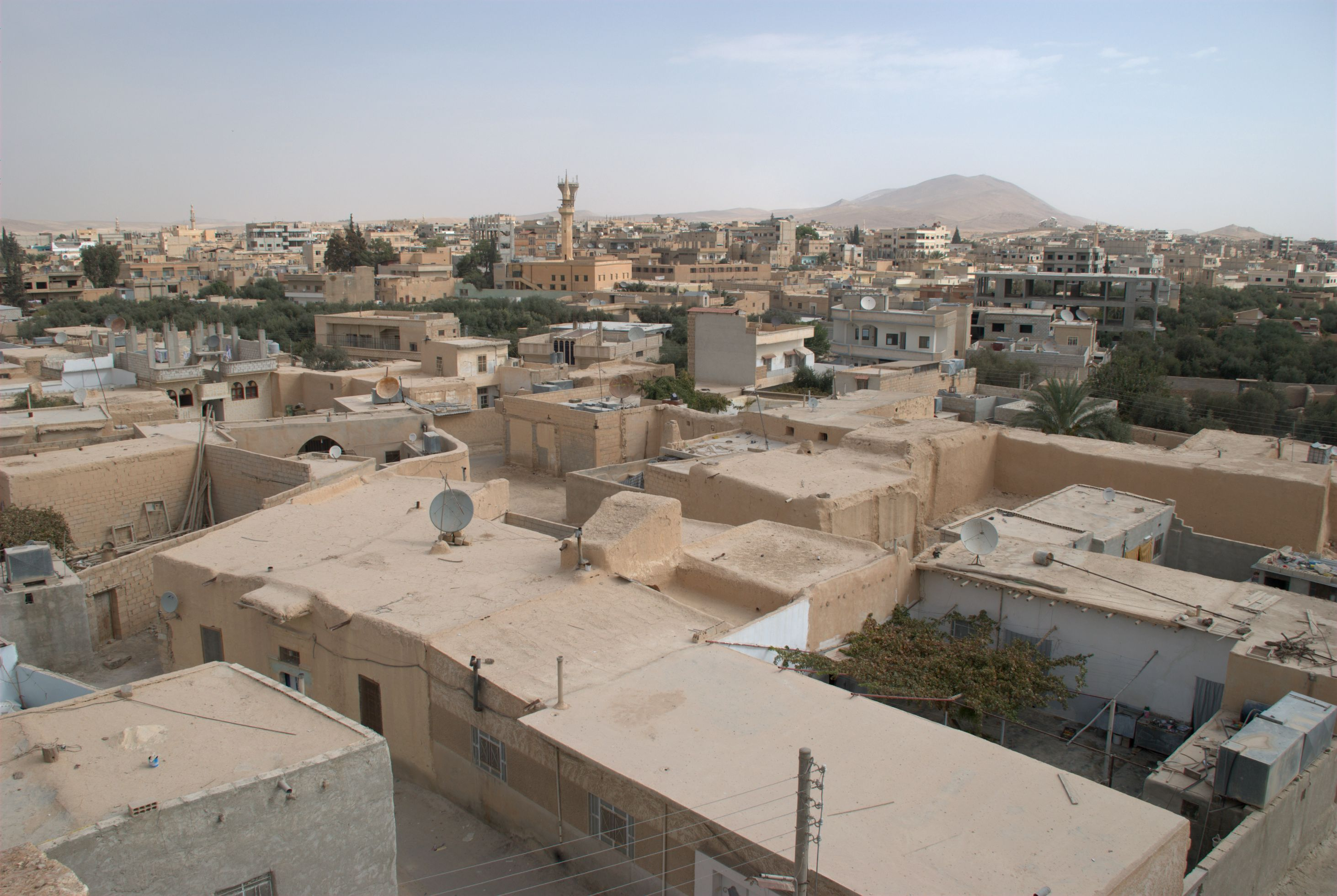
مباني في وسط مدينة الضمير بسوريا

يوجد في ضمير بعض الآثار التي ما زالت تُعتبر في حالة جيدة حسب تقدير علماء الآثار.. وهي آثار تستحق المشاهدة ففيها الكثير من عبق التاريخ..
المعبد الروماني (الحصن)
أشيد بناء المعبد في عام 245 ميلادي وهو خاص بالإله تيوس أحد آلهة بلاد الشام (اله الشمس) وهو محفوظ بكامله عدا السقف وهو أفضل بناء كامل موجود منذ العصر الروماني في سورية، يقع الحصن وسط البلدة القديمة من مدينة ضمير وقد بني المعبد من الحجر الكلسي القاسي بقطع كبيرة وجاء بناؤه على شكل مستطيل بأبعاد 16 مترا عرضا / 20 مترا طولا / 9 أمتار ارتفاعا وهو ذي تشكيل فريد فعلى جانبيه بابين متقابلين، ويوجد على أحد جدرانه كتابة رومانية وهي عبارة عن محضر دعوى رفعت في مدينة أنطاكية أمام الإمبراطور كراكلا بشأن قضية تتعلق بالمعبد، ويعتقد الدكتور علي حسن موسى في كتابه (دمشق مصايفها ومنتزهاتها) بوجود طابق ثان للمعبد وذلك بسبب وجود جدران لرواق على شكل ثلاث غرف بارتفاع واضح يبلغ مقداره حوالي مترين وهذه الغرف موجودة فوق الرواق الشمالي بضلوعه الثلاثة والذي يبلغ ارتفاعه حوالي سبعة أمتار، ويوجد كذلك إلى الجانب الشرقي من مدخل المعبد الجنوبي غرفة صغيرة لها باب مفتوح على باحة المعبد وفيها تمثال متطاول ذي وجوه أربعة ويوجد على تلك الوجوه صور لأب وأم وولد وبنت ويوجد مقابل الغرفة من جهة الغرب درج يفضي إلى الطابق الأعلى وآخر يؤدي للأسفل، والشيء الجميل في العبد هو التناظر بين أجزائه وخاصة جدرانه الخارجية فالواجهتان الغربية والشرقية متماثلتان بتقسيماتهما من خلال احتوائهما على شكل هرمي وقوس نصف دائري يقوم على أعمدة حجرية متداخلة بعمارتها مع الجدران المحيطة وكذلك كثرة المنحوتات والأشكال التزيينية مثل تيجان الأعمدة الكورنثية والمركبة إضافة إلى جمال الأفاريز بتشكيلاتها الهندسية والأبراج المتوجة بالشرفات.. أجرت باحثة ألمانية وهي الدكتورة الفريدة برومر دراسة مطولة عنه دامت ما بين عامي 1981 - 1988 وهي تعتقد انه فقط البوابة المؤدية للمعبد الذي من المفترض انه مبني خلفه.
آثار سنبين
هي حاليا مجرد أنقاض فيها بعض الأبنية السليمة التي تزينها أقواس جميلة وتمتد على مساحة 200 * 300 م ويطلق عليها اسم الخربة أو المقصورة وهي تقع إلى الشرق من ضمير على بعد 3 كم على يمين الطريق المؤدي إلى خان أبو الشامات يحيط بها سور متداع عرضه مترين مؤلف من حجارة كبيرة منحوتة على طراز مباني تدمر القديمة وضمن السور مرامي بارزة للخارج كل 15 متر وفيه اثر لأربعة أبواب بأقواس حجرية رائعة تقابل جهاتها الأربعة ومنذ نشأتها كانت معسكرا لحماية ضمير من جهة الشرق.
سد ارينبة
يقع على بعد 6 كم إلى جنوب ضمير طوله 300 متر وارتفاعه 4 م وعرضه في أعلاه 5.5 م له ثلاث فتحات تتدفق منها المياه وهو مبني بالحجارة البيضاء المنحوتة أما بقية السد فهو من الحجارة السوداء العادية
البرج
يقع جنوب ضمير على بعد 4 كم وسط سهول فسيحة مستدير الشكل مبني بحجارة بيضاء منحوتة بناه الأمير منذر الغساني

## أقوال مشهورة عن ضمير عبر التاريخ
ذُكرت ضمير في العديد من المؤلفات القديمة والحديثة شعراً ونثراً..
قال فيها المتنبي:
لئن تركنا ضميراً عن ميامننا..
ليحدثن لمن ودعتهم ندم
وقد كان الشاعر المتنبي أول من استخدم لفظة ضمير بصيغة التصغير
قال الفرزدق:
يرثي عمر بن عبد الله بن معمر التميمي وكان قد مات بضمير:
يا معشر الناس لا تبكوا على أحد..
بعد الذي بضمير وافق القدرا
ما مات مثل أبي حفصة لملحمة..
ولا لطالب معروف إذا افتقرا

و ذكر ابن منير الطرابلسي (الماطرون) وهو موقع في الطرف الشرقي من ضمير وهو من شعراء القرن السادس عشر في قصيدة له:
فالماطرون.. فداريا فجارتها..
فآبل فمغاني دير قانون
ويروي ياقوت الحموي عن أحد أدباء عصره أنه قرأ على حائط بستان في الماطرون هذا البيت:
أرقت بدير الماطرون كأنني..
أساري النجوم آخر الليل حارس
وذكر ابن قيس الرقيات
الماطرون بعد ضمير:
أقفرت منهم الفراديس فالغو.. طة ذات القرى وذات الظلال
فضمير.. فالماطرون فحورا.. ن قفار بسابس الأطلال
وبالنتيجة فمن المؤكد أن هذا الموقع يقع شرقي ضمير وقريب منها بدليل وجود عين ماء تدعى عين الماطرون تأتي مياهها من شرقي ضمير، وفي شمالي ضمير يوجد نبع كبريتي يفج في وادي عصيفير وهو صالح للاستشفاء من الأمراض الجلدية.

أما الشاعر الأموي أرطأة بن سهيّة وهو شاعر بدوي فكان يحضر إلى دمشق ويكره الإقامة فيها فيعود إلى ضمير ويقيم في كنيستها وهي من أيام الغساسنة فقال:
أرقت بدير الـماطِرون كأننـي.... لساري النجوم آخر الليل حارسُ
وأعرضت الشعرى العبور كأنها.... معلق قنديـل عـليـها الكنـائـسُ
ولاح ســهــيل عن يمــين كأنما.... نـحاه وجــهة الريـــح قـــابسُ